# 打工地獄2000
《打工地獄2000》是一款由D3與SCEI為PSP平台開發的電子遊戲。
WTF於2005年12月22日在日本發售；美國發售時間為2006年10月16日。

## 遊戲性
該遊戲包含超過40款小遊戲，講述你接受來自“工作惡魔”的兼職，你需要於根據等級而定的時間內完成指定數額的工作。工作包括如計算雞隻（將初生的小雞隻分類為雄性、雌性或死亡）、劈木（同時避免劈到一些常被放到劈木台上的可愛動物）、扮演工廠工人为原子筆蓋蓋子，以及空手道打鬥等等。完成小遊戲後你會得到金錢，可用在遊戲的轉蛋機內以隨機的方式得到新的小遊戲、你畫廊內的獎品或一些甚至可用在現實生活的小活意，如一個時鐘。

## 轶事
- 該遊戲英文名字的首字母略縮字“WTF”，亦可解作常用語“What the fuck?”，一般用作表示驚訝或迷惑，因此與遊戲的主題一致。
- 遊戲的美版於2006年9月17日洩漏到互聯網上。[來源請求]

## 外部連結
- IGN上的 WTF介紹 （页面存档备份，存于）
- GameSpot上的WTF介紹 （页面存档备份，存于）
- Metacritic.com上的WTF評論 （页面存档备份，存于）

1. ↑  .   [2006-11-18]. （原始内容存档于2007-03-11）.